# Ēriks Rags
Pour les articles homonymes, voir Ēriks et Rags.
Ēriks Rags, né le 1er juin 1975 à Ventspils, est un athlète letton spécialiste du lancer du javelot. Sa meilleure performance personnelle est de 86,47 m, réalisée en juillet 2001 à Londres.

## Palmarès

### Jeux olympiques d'été
- Jeux olympiques d'été de 2004 à Athènes ( Grèce)
  - 7e au lancer du javelot
- Jeux olympiques d'été de 2008 à Pékin ( Chine)
  - éliminé aux qualifications du lancer du javelot

### Championnats du monde d'athlétisme
- Championnats du monde d'athlétisme de 1999 à Séville ( Espagne)
  - 10e au lancer du javelot
- Championnats du monde d'athlétisme de 2001 à Edmonton ( Canada)
  - 8e au lancer du javelot
- Championnats du monde d'athlétisme de 2005 à Helsinki ( Finlande)
  - 6e au lancer du javelot

### Championnats d'Europe d'athlétisme
- Championnats d'Europe d'athlétisme de 2002 à Munich ( Allemagne)
  - 4e au lancer du javelot
- Championnats d'Europe d'athlétisme de 2006 à Göteborg ( Suède)
  - 9e au lancer du javelot

### Universiade
- Universiade d'été de 2001 à Pékin ( Chine)
  -  Médaille d'or au lancer du javelot